# 青云街道 (昆明市)
青云街道，是中华人民共和国云南省昆明市盘龙区下辖的一个乡镇级行政单位。

## 行政区划
青云街道下辖以下地区：
云山社区、西林社区、佳园社区、昙华社区、金沙社区、白沙河社区、青龙社区、青裕社区和青源社区。